# Thelypteris seemannii
Thelypteris seemannii är en kärrbräkenväxtart som först beskrevs av John Smith, och fick sitt nu gällande namn av Alan Reid Smith. Thelypteris seemannii ingår i släktet Thelypteris och familjen Thelypteridaceae. Inga underarter finns listade.